# ببغاء رمادي إفريقي
الببغاء الرمادي الأفريقي (الاسم العلمي: Psittacus erithacus) المعروف أيضا باسم الببغاء الرمادي أو الكاسكو، هو أحد أنواع ببغاوات إفريقيا ينتمي إلى (فصيلة: Psittacidae)، وهو ببغاء متوسط الحجم وجد لأول مرة في الغابات المطيرة في غرب ووسط أفريقيا. يعتبره الخبراء واحد من أذكى الطيور في العالم. يتغذى بشكل أساسي على النخيل والجوز والبذور والفواكه والمواد الورقية، ولُوحظ تغذيه أيضًا على الحلزون. بفضل قدرته على تقليد الكلام أصبح له شعبية كحيوان أليف، الذي أدى إلى القبض على العديد منه وبيعه لتجارة الحيوانات الأليفة.

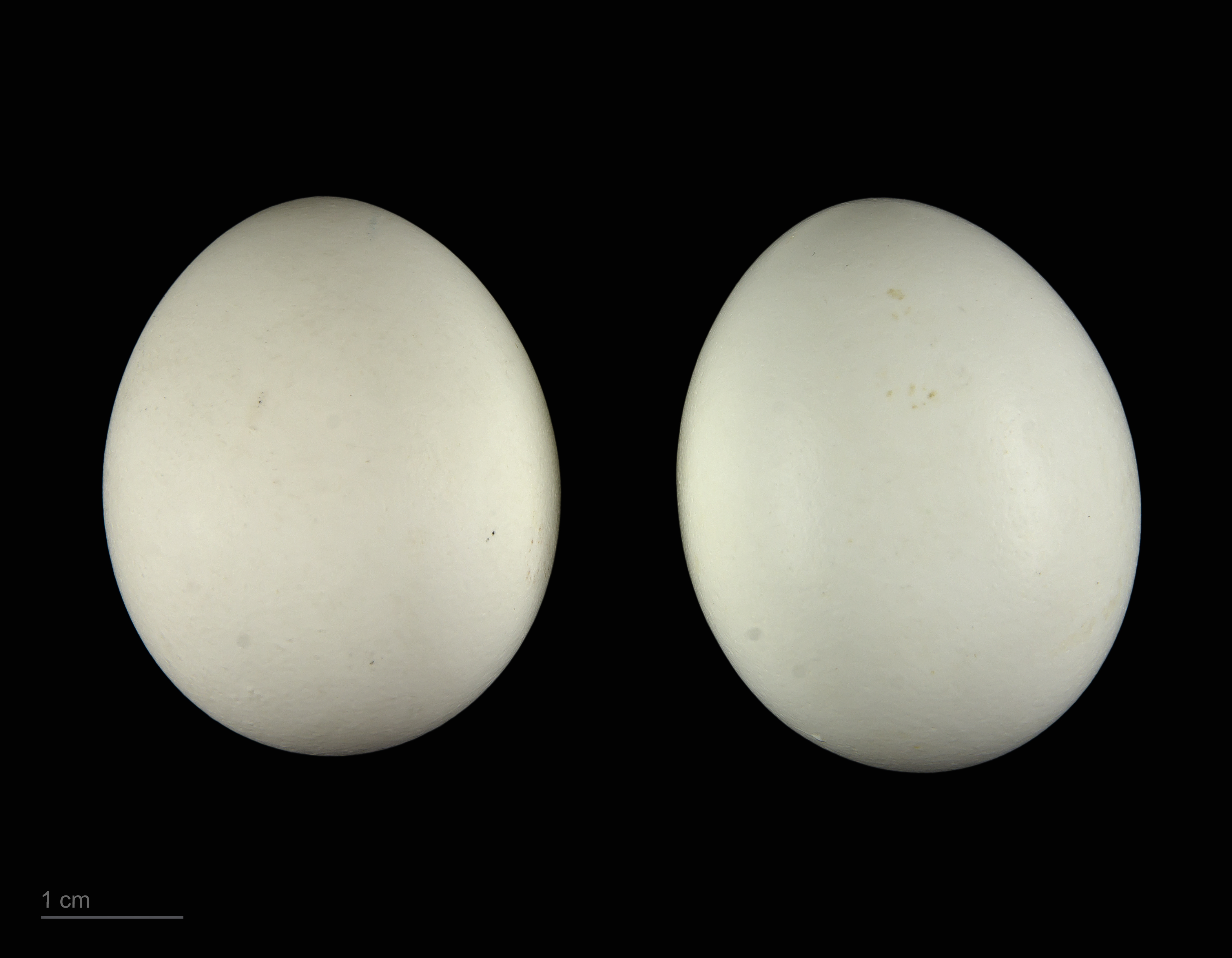
بيض الببغاء الرمادي الأفريقي.

## موطنه
يوجد ذلك الببغاء في غرب، ووسط أفريقيا، ويقطن الغابات والحقول، بخاصة الكاميرون وغانا ونجيريا، وهناك نوعان من الببغاء الرمادي الأفريقي :
- الببغاء الأفريقي ذو الذيل الأسود ويطلق عليه (التمنه)، وهو أصغر حجماً ب 28 سم عن الكونغو الإفريقي ذي الذيل الأحمر.
- الببغاء الأفريقي ذو الذيل الأحمر: وهو أكبر بالحجم، وحتى لونه الرمادي هو أفتح نسبيًا.
وهو أحـد أفـضل الـطيور الـناطقة الـمعروفة إن لم يكن أفضلها على الإطلاق؛ فهو يـبدى مـهارة فائقة في ترديد الكلمات وتقليد الأصوات، وكثيرًا ما يشاهد في حياته البرية في قطعان تبحث عن غذائها في حقول الحبوب.

## تربية الأفراخ في البرية
تـضع الأنـثى 3 - 4 بـيوض بفاصل 3 أيام بين البيضة والأخرى مـدة حضانتها شهر كامل وتبقى الفراخ في العش حوالي 80 يوم ولدى ترك الفراخ للعش تبقى متتبعة أبويها لمدة سته أشهر، ويبلغ متوسط عمر الطائر 46 عامًا في البرية، فيما يتراوح عمره في الأسر ما بين 40 إلى 60 عامًا.

## القدرة على الكلام
الببغاء الرمادي يمتاز بقدرة فائقة جدًا على الكلام لم يصل إليها أي ببغاء، وقد تصل قدرته على استيعاب وحفظ ألف كلمة وهذا ما يميز الببغاء الأفريقي قدرته على ربط الكلمة بالحدث وقد يستطيع تمييز الألوان والأشياء وأيضًا بعض الإشارات.
يبدأ الطائر الأفريقي الكلام في عمر ما بين 6-8 أشهر وهناك بعض الطيور تبدأ الكلام من الصغر ربما في الشهر الأول لحين أن الريش لم يكسوها بالكامل وأيضًا في سن 3 شهور ويعتمد ذلك على ذكاء الطائر، ولكن تدريب الطائر يبدأ بسن صغيرة وقبل عامه الأول فهو له القدرة على تسجيل الكلام ومن ثم يذكرها بشكل مفاجئ.

## تربيته للزينة
يربى الببغاء الرمادي كمقتنى زينة، وكحيوان أليف في المنزل وفي قفص كبير متين، أو على حامل، وإذا تمت تربيته في قفص يجب أن يسمح له بالخروج واللعب، وتعلم أخذ وحمل الأشياء، ويمكن له أن يتعلم عادة العض المزعجة، ويحب أكل الفستق، وممنوع من أكل البقدونس، ويحب البيض كثيرًا.

## شخصية الطائر
يعرف الببغاء الرمادي بشخصيته الحساسة فهو مختلف عن باقي الأنواع الأخرى من الببغاوات لأنه يحتاج إلى عناية فائقة وتعامل خاص، فلا يجب تركه وحيدًا لفترة طويلة، أو ضربه باليد، أو حبسه لمعاقبته، فهذا سيجعل منه حزينًا وخائفًا، ويبدأ في نتف ريشه بنفسه، وأحيانًا قد تسوء الحالة وينفق الطائر، وهذا ما يحصل عندما يعيش طائران في قفص واحد ويموت أحدهما أو يفقد الطائر مربيه الذي كان متعلقا به. ولذلك يجب على صاحب الطائر أن يعتني به ويقدم له الخضروات والفواكة الطازجة ويجلس معه لفترات طويلة ويسمح له بساعة أو ساعتين يوميًا خارج القفص للعب والتواصل معه.

## في الأسر

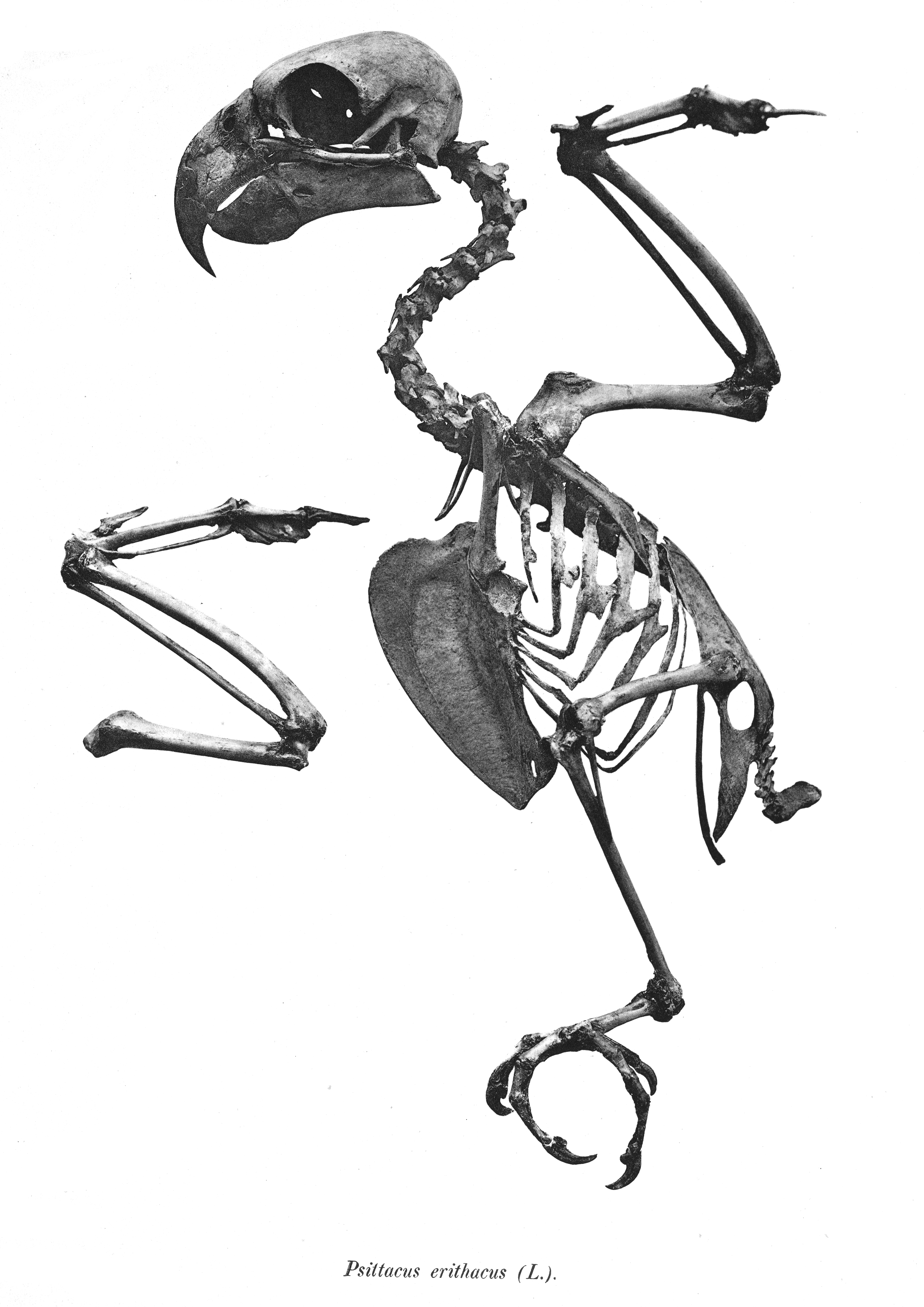
هيكل عظمي

تُعد هذه الأنواع شائعة في الأسر وغالبًا ما يحتفظ بها البشر كطائر مرافق، وتُقدَّر لقدرتها على تقليد كلام البشر، مما يجعلها واحدة من أكثر الطيور الأليفة شهرة. أُعيد طائر فارّ في اليابان إلى صاحبه بعد أن كرر اسم وعنوان صاحبه.
تشتهر الببغاوات الرمادية بتقليد الأصوات التي تسمعها في بيئتها واستخدامها باستمرار. إنها طيور ذكية للغاية، وتحتاج إلى إثراء سلوكي واجتماعي كبير بالإضافة إلى اهتمام واسع في الأسر، وإلا قد تصبح مضطربة. يُعتبر نتف الريش عرضًا شائعًا بين هذه الببغاوات الرمادية المضطربة، وتؤثر على ما يصل إلى 40% من الأفراد في الأسر. كما قد تكون عرضة للمشاكل السلوكية بسبب طبيعتها الحساسة. يُسرِّع العزلة الاجتماعية من الإجهاد والشيخوخة.
يعتبر الببغاء الرمادي نوعًا اجتماعيًا يعتمد على بنية جماعية حتى عند تربيته في الأسر. نظرًا لاعتمادهم الكبير على الطيور الأخرى في مجموعتهم، يتم اكتساب معظم قدرتهم على الكلام والتواصل الصوتي من خلال التفاعل مع البشر الذين يعيشون معهم. أظهرت الببغاوات البرية والتي في الأسر استخدامها لمكالمات الاتصال التي تُمكنها من التفاعل مع أفراد مجموعتها ونقل معلومات حول مواقعها، واكتشاف الحيوانات المفترسة، وتوفر الطعام، وحالة الأمان. تُستخدم مكالمات الاتصال أيضًا لتكوين روابط اجتماعية قوية مع زملاء القطيع، أو في حالة الببغاوات الرمادية في الأسر، مع أصحابها من البشر. في الأسر، أظهرت الببغاوات الرمادية قدرات تواصلية، مما يعني أنها لا تستخدم اللغة البشرية بشكل صحيح فقط، بل أيضًا بما يتناسب مع الوضع الاجتماعي الذي تكون فيه.
نقل العاملون في حديقة لينكولنشاير للحياة البرية في فرسكاني، إنجلترا، في يناير 2024، مجموعة معروفة من ثمانية ببغاوات تشتم إلى مجموعة من أكثر من 100 طائر في محاولة "لتخفيف" تقليدهم الفاحش للألفاظ النابية.

### النظام الغذائي

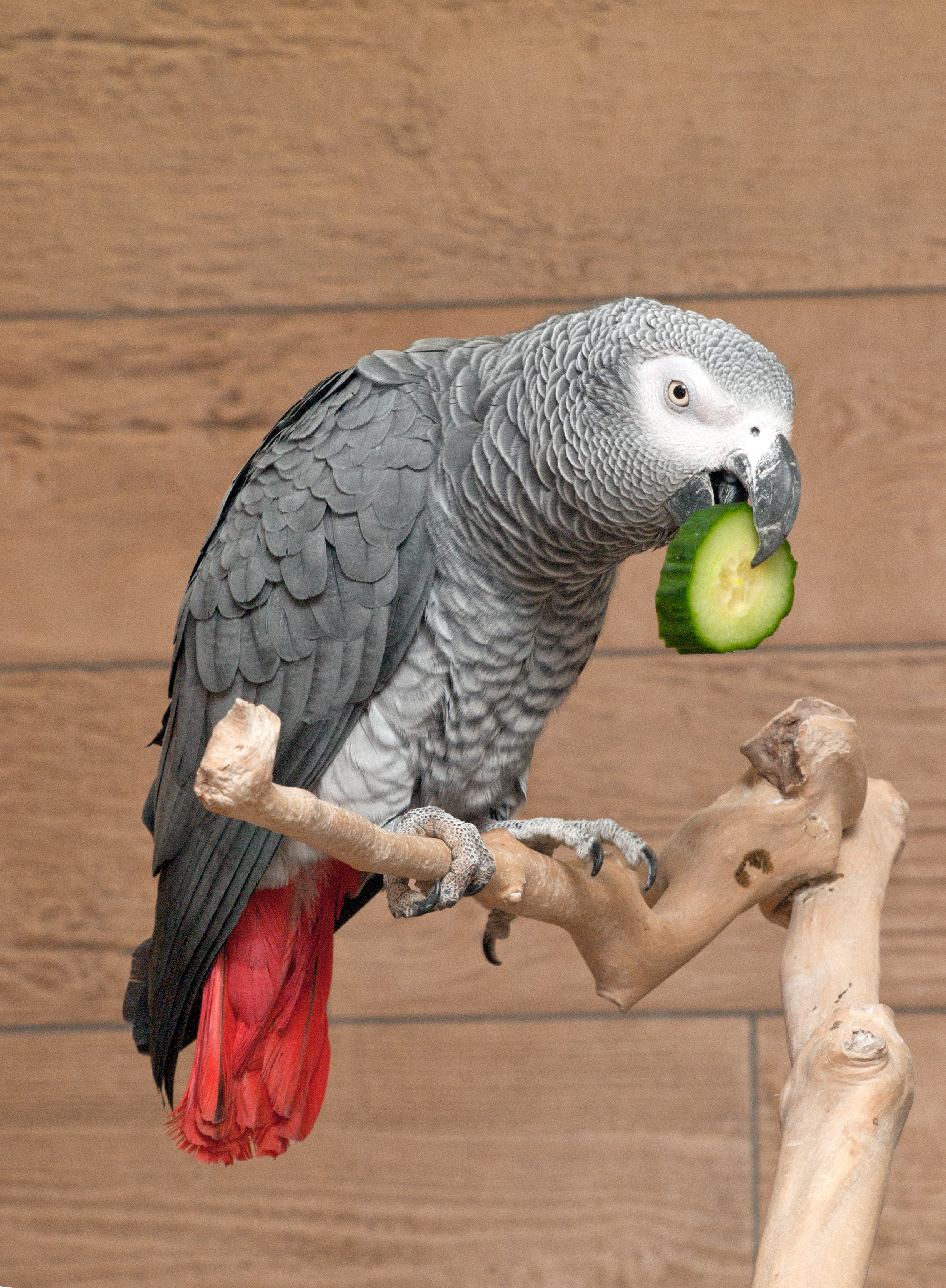
ببغاء رمادي أليف يأكل شريحة من الخيار

يُطعَم الببغاوات الرمادية في الأسر كريات الطيور، ومجموعة متنوعة من الفواكه مثل الكمثرى، البرتقال، الرمان، التفاح، والموز، والخضروات مثل الجزر، البطاطا الحلوة المطبوخة، الكرفس، اللفت الطازج، الفاصوليا الخضراء والبازلاء. كما تحتاج الطيور إلى مصدر للكالسيوم.

### الأمراض
لاحظ أن الببغاوات الرمادية في الأسر تكون عرضة للعدوى الفطرية، العدوى البكتيرية، نقص التغذية، الأورام الخبيثة، مرض المنقار والريش الببغاوي، الديدان الشريطية، والديدان الدموية. تكون الببغاوات الرمادية الصغيرة أكثر عرضة للإصابة بمرض المنقار والريش الببغاوي مقارنةً بالبالغين. تظهر على الطيور المصابة أعراض مثل فقدان الشهية، الريش الرقيق، الكسل، وانخفاض القدرة على المشي بسبب هشاشة العظام.
تكون الببغاوات الرمادية أكثر عرضة للإصابة بالتهاب الأنف، وهو مرض التهابي وعدوى في تجويف الأنف. قد تظهر الطيور علامات مثل الأزيز، العطس، الشخير الأنفي، والتورم أو انسداد الأنف. تشمل خيارات العلاج إزالة الأنسجة الميتة برفق وغسيل الأنف.